# Geomyza pilosula
Geomyza pilosula är en tvåvingeart som beskrevs av Leander Czerny 1928. Geomyza pilosula ingår i släktet Geomyza och familjen gräsflugor. Arten har ej påträffats i Sverige. Inga underarter finns listade i Catalogue of Life.